# Hebron (Ohio)

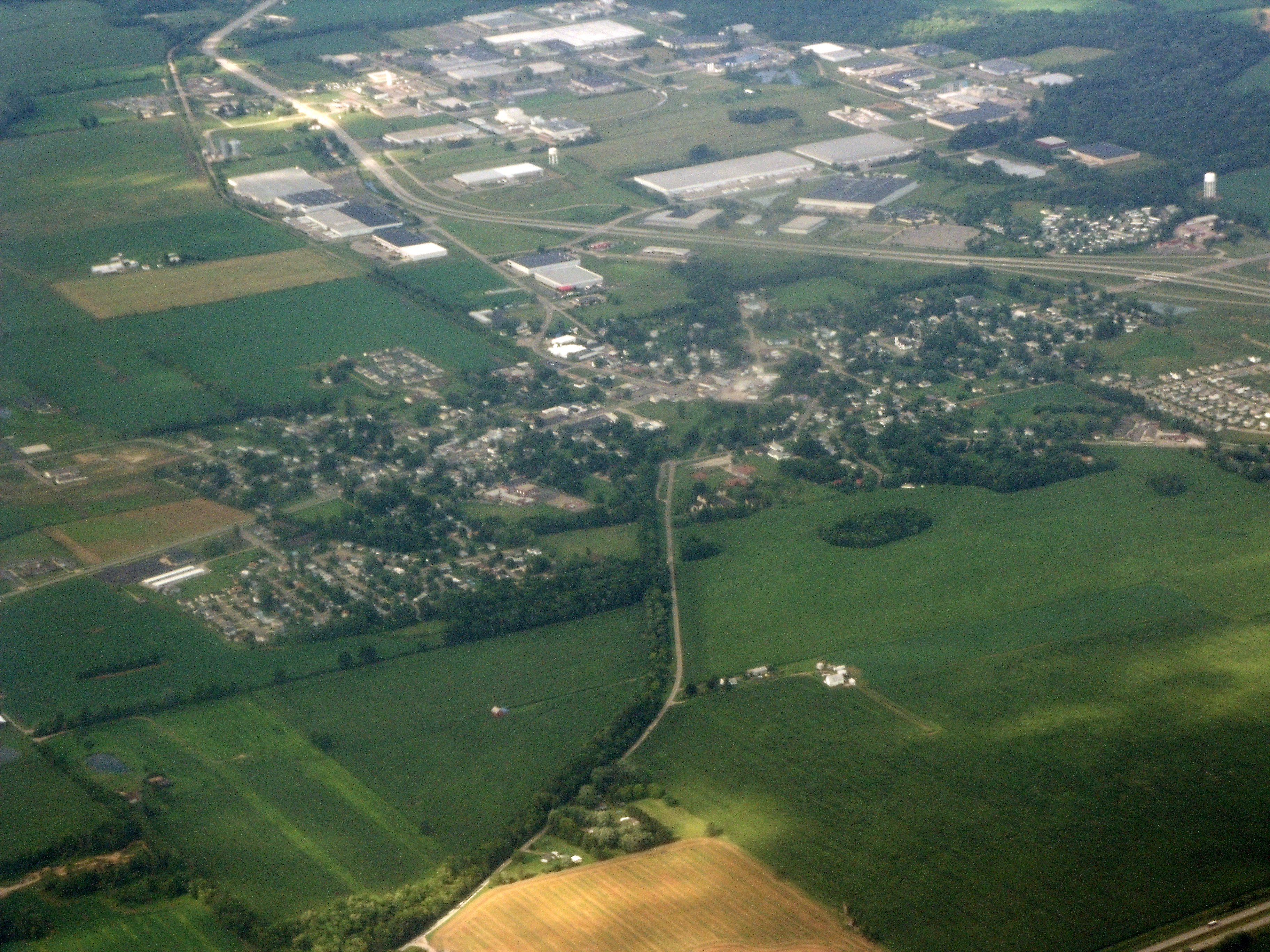
Hebron z lotu ptaka

Hebron – wieś w USA, w hrabstwie Licking, w stanie Ohio.

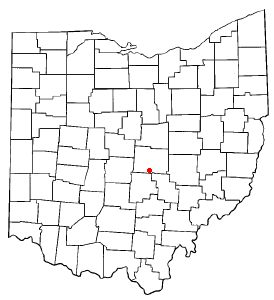
Hebron na planie stanu Ohio

W roku 2010 25,4% z mieszkańców były poniżej 18 lat, 9,4% było w wieku od 18 do 24 lat, 25,8% było w wieku 25 do 44 lat, 25,8% było w wieku 45 do 64 lat, a 13,7% miało 65 lat albo więcej. We wsi było 46,8% mężczyzn i 53,2% kobiet.
Liczba mieszkańców w 2010 roku wynosiła 2336.